# 10 (зупинний пункт)
№ 10 — пасажирська зупинна залізнична платформа Лиманської дирекції Донецької залізниці.
Розташований між с. Миколаївка та Орлівка, Покровський район, Донецької області на лінії Ясинувата-Пасажирська — Покровськ між станціями Гродівка (8 км) та Желанна (2 км).
На платформі зупиняються приміські електропоїзди.
Зупинка приміських електропоїздів «блок-пост № 10» фігурує в дореволюційних виданнях Ради З'їзду гірничопромисловців півдня Росії як пост ЖУРАВКА — потенційний пункт примикання залізничної колії в напрямі станції Руднична (Рутченкове). Назву пост отримав від найближчого села. Втім, даних про будь-яку роботу цього роздільного пункту до революції не знайдено.